# 1389 Onnie
1389 Onnie è un asteroide della fascia principale. Scoperto nel 1935, presenta un'orbita caratterizzata da un semiasse maggiore pari a 2,8660190 UA e da un'eccentricità di 0,0137552, inclinata di 2,04280° rispetto all'eclittica.
L'asteroide è stato dedicato da Gerrit Pels, che ne calcolò l'orbita, alla cognata A. Kruyt.